# Prínia front-rogenca
La prínia front-rogenca (Prinia buchanani) és una espècie d'ocell passeriforme del gènere prinia que pertany a la família Cisticolidae.

## Distribució i hàbitat
Es troba a l'Índia i al Pakistan.
L'hàbitat natural és el bosc sec subtropical o tropical.

## Taxonomia
L'espècie va ser descrita per Edward Blyth sobre la base d'una il·lustració de l'ocell de Bengala a les col·leccions de Buchanan Hamilton.

## Descripció
És un petit ocell corpulent, generalment de 12 cm de llarg i un pes d'entre 5 i 6 grams. Les parts superiors són de color sorrenc. Les parts inferiors són blanques. Les potes i els dits dels peus són de color rosa. Les rèmiges i les plomes de la cua també són de color sorrenc. La part inferior de la cua és de color blanc cremós. El cap és marró oliva i l'ocell té una cella pàl·lida i un cercle ocular prim i vermellós. El bec és el d'un insectívor clàssic, prim i lleugerament corbat, i els ulls són de color ataronjat vermellós.

## Reproducció
El niu està fet de tires d'herba teixides entre si. Està construït a un o dos metres del terra. La femella generalment pon entre dos i quatre ous.

## Hàbitat i comportament
Es troba a l'Índia i el Pakistan. L'espècie habita en boscos secs subtropicals o tropicals. També és present en zones rocoses, terrenys artificials i zones obertes seques amb vegetació escassa, com ara planes i turons. S'enfila a la vegetació.
És un ocell insectívor que s'alimenta al fullatge o a terra. És un ocell discret que es deixa apropar. Emet un cant repetitiu des d'una perxa visible movent la cua.
Són principalment residents, la migració es limita als moviments locals en temps freds. Els ocells que no es reprodueixen poden formar petits estols.